# Carolinas International Tennis 1977 - Doppio
Il doppio del torneo di tennis Carolinas International Tennis 1977, facente parte della categoria World Championship Tennis, ha avuto come vincitori Tom Okker e Ken Rosewall che hanno battuto in finale Corrado Barazzutti e Adriano Panatta con il punteggio di 6–1, 3–6, 7–6.

## Teste di serie
1. Ross Case /  Tony Roche (semifinali)

1. Vijay Amritraj /  Dick Stockton (primo turno)

## Tabellone

### Legenda
| - Q = Qualificato - WC = Wild card - LL = Lucky loser | - ALT = Alternate - SE = Special Exempt - PR = Protected Ranking | - w/o = Walkover - r = Ritirato - d = Squalificato |

|  | Quarti di finale                   | Quarti di finale                   | Quarti di finale                   | Quarti di finale | Quarti di finale |  |  | Semifinali                         | Semifinali                         | Semifinali                    | Semifinali             | Semifinali |   |   | Finale                             | Finale                             | Finale | Finale | Finale |  |
|  |                                    |                                    |                                    |                  |                  |  |  |                                    |                                    |                               |                        |            |   |   |                                    |                                    |        |        |        |  |
|  | 1                                  | Ross Case Tony Roche               | Ross Case Tony Roche               | 6                | 6                |  |  |                                    |                                    |                               |                        |            |   |   |                                    |                                    |        |        |        |  |
|  |                                    | Eddie Dibbs Billy Martin           | Eddie Dibbs Billy Martin           | 4                | 4                |  |  | Ross Case Tony Roche               | Ross Case Tony Roche               | 7                             | 3                      | 4          |   |   |                                    |                                    |        |        |        |  |
|  | Corrado Barazzutti Adriano Panatta | Corrado Barazzutti Adriano Panatta | Corrado Barazzutti Adriano Panatta | 7                | 6                |  |  | Corrado Barazzutti Adriano Panatta | Corrado Barazzutti Adriano Panatta | 6                             | 6                      | 6          |   |   |                                    |                                    |        |        |        |  |
|  | Andrew Pattison Harold Solomon     | Andrew Pattison Harold Solomon     | Andrew Pattison Harold Solomon     | 5                | 1                |  |  |                                    |                                    |                               |                        |            |   |   | Corrado Barazzutti Adriano Panatta | Corrado Barazzutti Adriano Panatta | 1      | 6      | 6      |  |
|  | Tom Okker Ken Rosewall             | Tom Okker Ken Rosewall             | Tom Okker Ken Rosewall             | 6                | 6                |  |  |                                    |                                    | Tom Okker Ken Rosewall        | Tom Okker Ken Rosewall | 6          | 3 | 7 |                                    |                                    |        |        |        |  |
|  | John Sadri Tim Wilkison            | John Sadri Tim Wilkison            | John Sadri Tim Wilkison            | 3                | 3                |  |  | Tom Okker Ken Rosewall             | Tom Okker Ken Rosewall             | Tom Okker Ken Rosewall        | 6                      | 7          |   |   |                                    |                                    |        |        |        |  |
|  |                                    | John Alexander Cliff Drysdale      | John Alexander Cliff Drysdale      | 6                | 6                |  |  | John Alexander Cliff Drysdale      | John Alexander Cliff Drysdale      | John Alexander Cliff Drysdale | 1                      | 6          |   |   |                                    |                                    |        |        |        |  |
|  | 2                                  | Vijay Amritraj Dick Stockton       | Vijay Amritraj Dick Stockton       | 4                | 4                |  |  |                                    |                                    |                               |                        |            |   |   |                                    |                                    |        |        |        |  |